# کریستین سیبالوس
کریستین سیبالوس (انگلیسی: Cristian Ceballos؛ زادهٔ ۳ دسامبر ۱۹۹۲) بازیکن فوتبال اهل اسپانیا است.
از باشگاه‌هایی که در آن بازی کرده‌است می‌توان به باشگاه فوتبال چارلتون اتلتیک، باشگاه فوتبال اروکا، باشگاه فوتبال تاتنهام هاتسپر، و باشگاه فوتبال بارسلونا اشاره کرد.